# St. Marien (Sevelten)

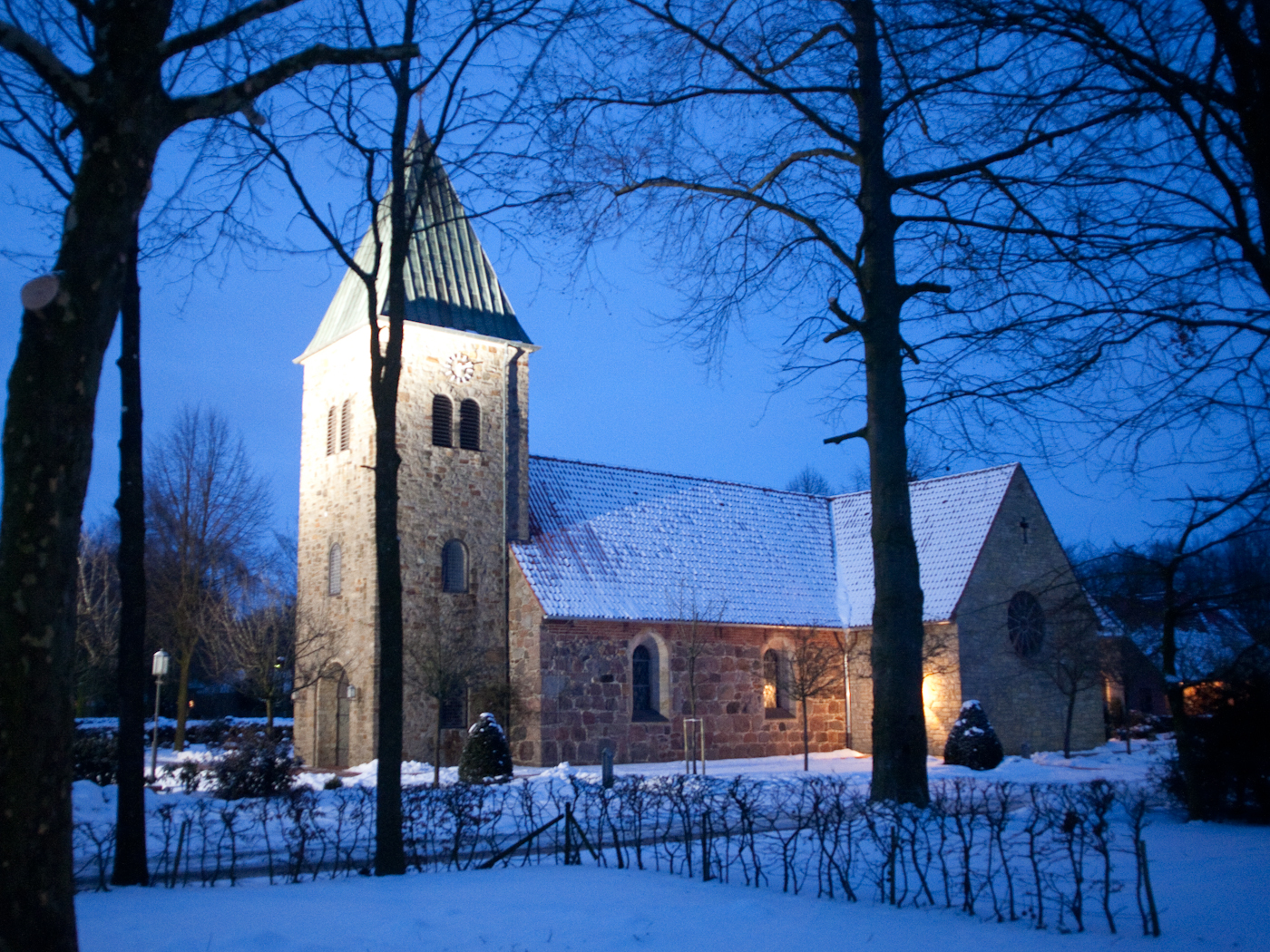
Ansicht von Südwesten

St. Marien in Sevelten, Gemeinde Cappeln (Oldenburg), ist eine Filialkirche der römisch-katholischen Kirchengemeinde St. Peter und Paul Cappeln, die zum Dekanat Cloppenburg des Bistums Münster gehört. Die romanische Kirche aus dem 12. Jahrhundert gehört zu den ältesten Sakralbauten im Oldenburger Münsterland.

## Baugeschichte und Beschreibung

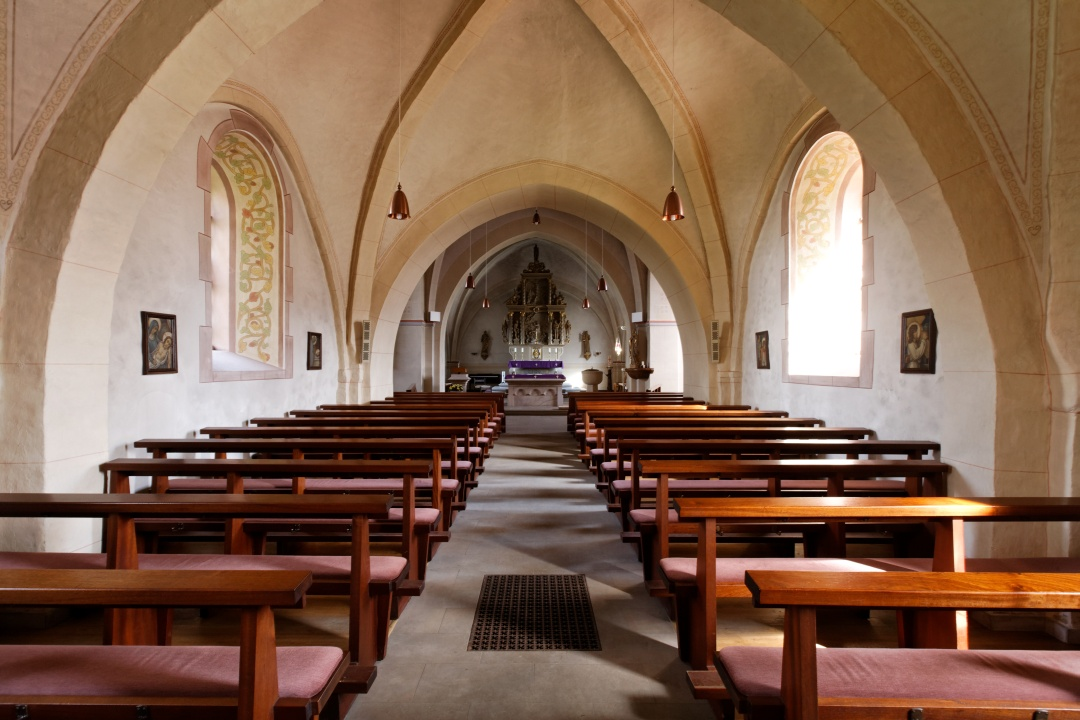
Innenansicht

Die zweijochige Saalkirche wurde in der Mitte des 12. Jahrhunderts als Feldsteinkirche erbaut. Sie hatte ursprünglich eine Flachdecke und erhielt am Ende des 13. Jahrhunderts ein Gewölbe mit halbkreisförmigen Schildbögen und gedrückt spitzem Scheidbogen, wobei die Wände mit Backstein erhöht wurden. 1835 wurde der untere Teil eines Turms errichtet, der 1886 fertiggestellt wurde. 1920 wurden ein Querschiff und ein Chor angebaut, 1965 wurde der Turm erneuert.

## Ausstattung

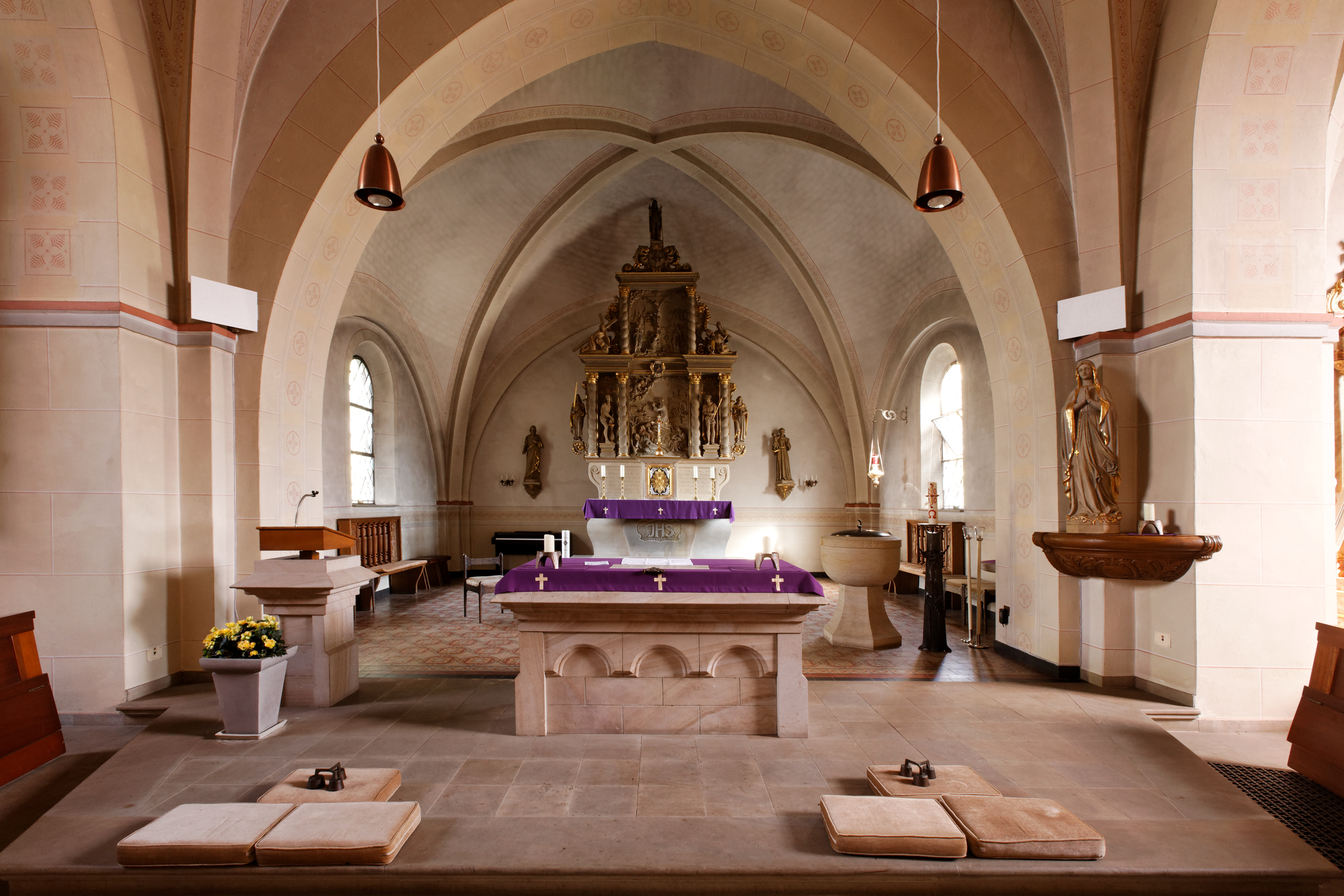
Chorraum mit dem Hochaltar

Der von Bernd Meiering (1631–1703) aus Sandstein gefertigte Hochaltar mit Darstellungen der Passion wurde 1662 für den Vorgängerbau der Kirche St. Peter und Paul in Cappeln gestiftet. Von dort stammt auch ein gemalter Flügelaltar aus der Zeit um 1600 an der Westwand. Der frühere Hochaltar im Rokokostil aus der Zeit um 1780/1790 wurde nach der Erweiterung der Kirche 1921 im nördlichen Querarm aufgestellt.